# Stéblovice
Stéblovice je malá vesnice, část města Sobotka v okrese Jičín. Nachází se asi 2,5 km na severovýchod od Sobotky. Prochází zde silnice II/281. V roce 2009 zde bylo evidováno 31 adres. V roce 2001 zde trvale žilo 23 obyvatel.
Stéblovice je také název katastrálního území o rozloze 1,17 km2.